# Руфіно де Елісальде
Руфіно де Елісальде (ісп. Rufino de Elizalde; 16 серпня 1822, Буенос-Айрес — 13 березня 1887) — аргентинський політик, міністр закордонних справ Аргентини в 1865 році.